# Victor Codron
Pour les articles homonymes, voir Codron.
Victor Codron, né le 24 décembre 1915 à Templeuve et mort le 7 juin 1997 à Roubaix, est un coureur cycliste français.

## Palmarès
- 1938
  - Paris-Lens
  - 2e du Tour de l'Eurométropole
  - 2e du Circuit franco-belge
  - 2e du Paris-Roubaix travailliste
- 1939
  - GP Wolber indépendants
    - Classement général
    - 4e étape b
- 1947
  - 2e du Circuit du Port de Dunkerque
  - 3e de Tourcoing-Dunkerque-Tourcoing

## Résultats sur le Tour de France
1 participation
- 1939 : 40e au classement général, à 3h07’02" du vainqueur Sylvère Maes[2].